# Слодц, Мишель-Анж
Рене-Мишель Слодц по прозванию Мишель-Анж Слодц (фр. René-Michel Slodtz, dit Michel-Ange Slodtz, 27 сентября 1705, Париж — 26 октября 1764, Париж) — французский скульптор, работавший в стиле барокко в Париже и Риме. Прозвание «Микеланджело» (фр. Michel-Ange), происходит от благоговейной верности, с которой Слодц создал мраморную копию «Христа Минервы» — статуи «Воскресшего Христа» работы Микеланджело из базилики Санта-Мария-сопра-Минерва в Риме.

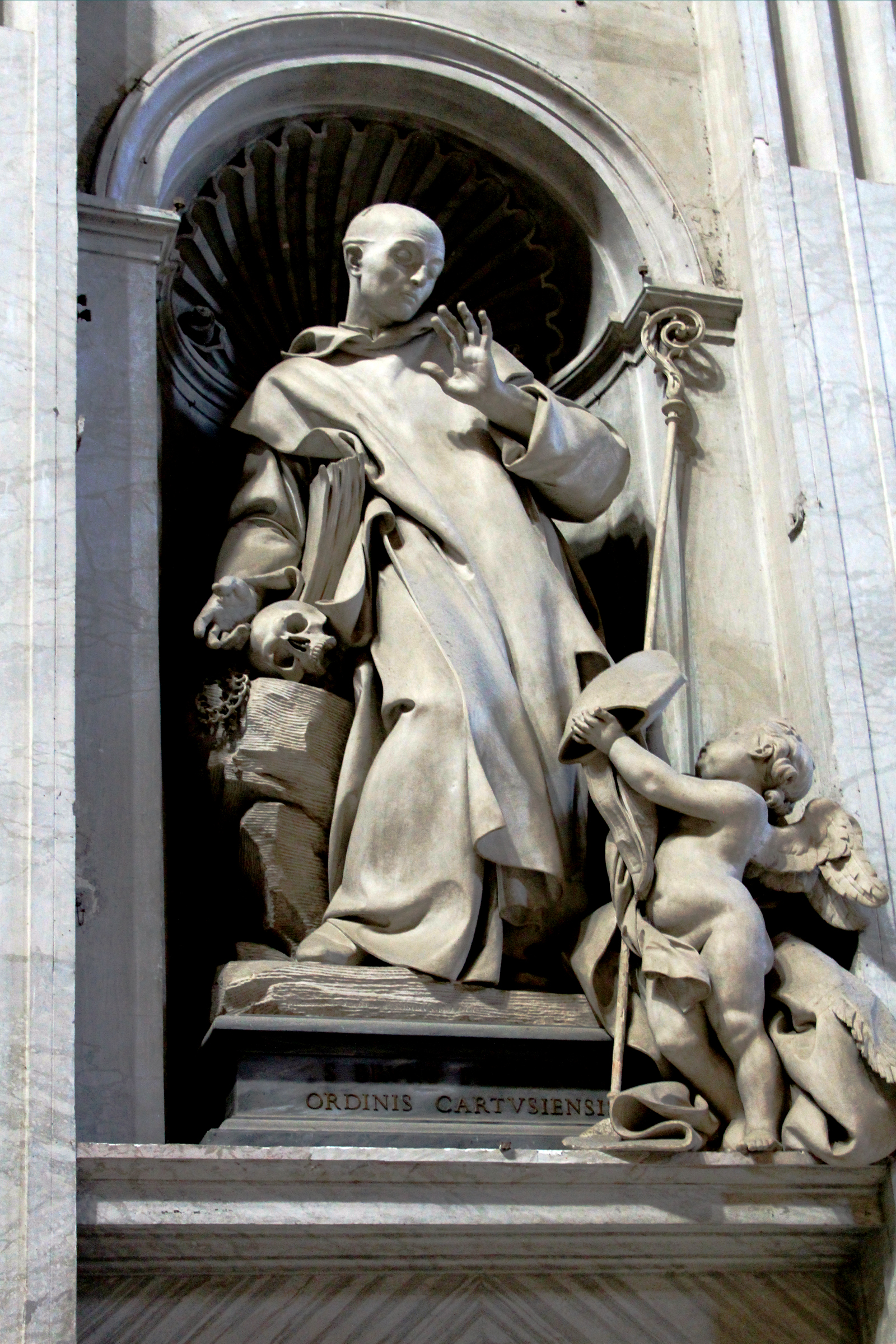
Святой Бруно Кёльнский. Статуя в соборе Св. Петра. 1744

Мишель-Анж происходил из большой семьи скульпторов фламандского происхождения. Его отец Себастьен Слодц родился в Антверпене в 1655 году, умер в Париже 8 мая 1726 года, получил образование в парижской мастерской Ф. Жирардона. С 1687 года Себастьен вместе с другими скульпторами работал в Версале и Марли.
Двое братьев Мишель-Анжа также были скульпторами: Себастьен-Антуан (1695—1754) и Поль-Амбруаз (1 июня 1702, Париж — 15 декабря 1758, Париж), последний работал в «Учреждении малых развлечений короля» (фр. Institution des Menus-Plaisir du Roi), в 1743 году стал членом Королевской академии скульптуры. Третий брат, Доминик-Франсуа Слодц (1710—1764), стал живописцем.
Рене-Мишель, известный как Мишель-Анж, семнадцать лет провёл в Италии. До этого, в 1724 и 1726 годах, в Париже дважды получал Римскую премию. В 1728 году его отправили для обучения во Французскую академию в Риме, Вернувшись на родину в 1746 году, он был принят в 1749 году в Королевскую академию скульптуры в Париже. Его самое известное произведение — статуя Святого Бруно, основателя ордена картезианцев, отказывающегося от епископской митры (1744) в нише подкупольного пилона собора Святого Петра.
Слодц работал для римских церквей Сан-Джованни-деи-Фиорентини, Сан-Луиджи-деи-Франчези, Санта-Мария-делла-Скала. После возвращения во Францию в 1747 году, Слодц, в сотрудничестве с братьями Антуаном-Себастьеном и Полем, создал многие произведения в храмах Парижа. Не все из них уцелели, однако сохранились произведения в церкви Сен-Сульпис: барельефы с аллегориями семи добродетелей и медальоны с изображениями четырёх евангелистов, скульптурное надгробие Ж.-Ж. Ланге де Жержи (1757), аллегорические фигуры Правосудия, Благоразумия, статуи Св. Марка и Св. Матфея.
Вместе с Гийомом Кусту Младшим создал скульптурные композиции фронтонов Дворца Морского министерства (Hôtel de la Marine) и Отеля Крийон (Нôtel de Crillon) на Площади Согласия, которые олицетворяют «Общественное благо» и «Сельское хозяйство и торговлю». Слодц также работал для замков Фонтенбло, Сент-Юбер и Шуази-ле-Руа. Он создал скульптуры для надгробий архиепископов Армана де Монморен де Сан-Эрем и Анри-Освальда де ла Тур д’Овернь де Буйон в соборе Сен-Морис в Вене.
В 1756 году Мишель-Анж Слодц был принят в Королевскую академию Руана, а в 1758 году получил должность «рисовальщика спальни и кабинета короля» (dessinateur de la chambre et du cabin du roi).